# 에피카 (밴드)
에피카(Epica)는 네덜란드 림뷔르흐주 출신 심포닉 메탈 밴드이다.

## 멤버
- 마크 얀센 (Mark Jansen) : 리듬 기타, 데스그런트, 스크리밍, 오케스트라 지휘 (2002–현재)
- 코엔 얀센 (Coen Janssen) : 신디사이저, 키보드, 피아노, 오케스트라 및 합창 지휘 (2002–현재)
- 시모네 요한나 마리아 시몬스 (Simone Johanna Maria Simons) : 리드 보컬, 메조 소프라노 (2003–현재)
- 아이리언 반 위슨비크 (Ariën van Weesenbeek) : 드럼, 그런트, 내레이션 (2007–현재)
- 아이작 딜라이예 (Isaac Delahaye) : 리드 기타, 백킹 보컬, 오케스트라 지휘 (2009–현재)
- 랍 반 더 루 (Rob van der Loo) : 베이스 (2012–현재)

### 이전 멤버
- 예브 후츠 (Yves Huts) : 베이스 (2002–2012)
- 에드 슬루이터 (Ad Sluijter) : 리드 기타 (2002–2008)
- 예로엔 시몬스 (Jeroen Simons) : 드럼 (2002–2006)
- 헬레나 아이린 미쉘슨 (Helena Iren Michaelsen) : 소프라노, 리드 보컬 (전 Sahara Dust) (2002)
- 이완 헨드릭스 (Iwan Hendrikx) : 드럼 (2002)
- 데니스 리플렝 (Dennis Leeflang) : 드럼 (2002)

## 음반 목록
- 1집 The Phantom Agony (2003)
- 2집 Consign To Oblivion (2005)
- 3집 The Divine Conspiracy (2007)
- 4집 Design Your Universe (2009)
- 5집 Requiem For The Indifferent (2012)
- 6집 The Quantum Enigma (2014)
- 7집 The Holographic Principle (2016)